# Rosana Pastor
Rosana Pastor Muñoz (Alboraya, 7 de agosto de 1960) é uma atriz e política espanhola. Em 1996, ganhou o Prêmio Goya de melhor atriz revelação pelo seu papel no filme Terra e Liberdade.